# دائرة عروضية
الدائرة العروضية في علم العروض هو مصطلح يطلق على عدد من بحور الشعر التي تتشابه مع بعضها البعض في المقاطع الشعرية والتي تُعرف بدورها بالأسباب والأوتاد.
كان أول من ابتكر مصطلح الدوائر العروضية هو الخليل بن أحمد الفراهيدي مؤسس علم العروض والذي شبه من خلاله الدائرة العروضية بشكل الدائرة الهندسي الذي يشكل مسارا مغلقًا يمكن أن يبدأ بأي نقطة واقعة عليه وينتهي وصولًا إلى ذات النقطة. اعتقد الخليل بن أحمد الفراهيدي بتكامل البحور الشعرية كما في الدائرة الهندسية فيما أسماه بالدائرة العروضية حيث يمكن أن تبدأ ببحر معين لتحصل على بحر ثان.

## التفعيلات
رأى الخليل بن أحمد الفراهيدي ان أصوات الكلمات تنشأ عن تتابع فعلين رئيسيين هما الحركة والسكون والذان يشكلان معاً مقطعين أساسيين عند صدور صوت الكلام، فإذا تبع الحركة سكون سُمى هذا المقطع بالسبب، أما إذا تتابعت حركتان ثم جاء بعدهما سكون عُرف هذا المقطع بالوتد.
جمع الخليل بن أحمد الفراهيدي الأوتاد والأسباب في عدة مجموعات بحسب ترتيب وتبادل الأسباب والأوتاد أطلق عليها اسم التفعيلات، وحدد عشر تفعيلات أساسية وجدها شائعة في أشعار العرب.

## البحور الشعرية
لاحظ الخليل بن أحمد الفراهيدي أن بعض أشعار العرب كانت تتألف فقط من وتد وسبب بحيث يتم تكرارهما بشكل متجانس، ويتألف بعضها من تكرار ثلات تفعيلات كبيرة (وتد وسببين)، كما أن بعض الأشعار تتألف من تفعيلات مختلفة بيد انها تتكرر بشكل منتظم، فأطلق على كل نوع من هذه النماذج الشعرية اسم (البحر الشعري)، فأطلق اسم البحر المتقارب على نموذج البيت الشعري الذي يتألف من أربع تفعيلات على وزن فعولن في كل شطر، وأطلق على نموذج البيت الشعري الذي يتكون من ثلاث تفعيلات على وزن مستفعلن في كل شطر اسم بحر الرجز، وأطلق اسم بحر البسيط على نموذج البيت الشعري الذي يتألف من تتابع تفعيلتين مختلفتين في كل شطر على أوزان مستفعلن فاعلن مستفعلن فاعلن.

## أنواع الدوائر العروضية
حدد الخليل ابن أحمد الفراهيدي الدوائر العروضية في خمسة دوائر هي كما يلي:

### دائرة المختلف
تتألف دائرة المختلف من تفعيلات مختلفة خماسيّة هي (فَعُولُنْ وفَاعِلُنْ) وسباعيّة هي (مَفَاعِيْلُنْ وفَاعِلاتُنْ ومُسْتَفْعِلُنْ)، وتضم ثلاثة بحور شعرية هي:
- بحر الطويل
- بحر المديد
- بحر البسيط

تتكون دائرة المختلف بحيث إذا ابتدأت الدائرة من الوتد الأول فمن الممكن لإتمام الدائرة أن تحصل على تفعيلات شطر بحر الطويل، وهي (فَعُولُنْ مَفَاعِيلُنْ فَعُولُنْ مَفَاعِيلُنْ)، فيكون وزن البحر الشعري كما يلي:
أما إذا ابتدأت الدائرة من السبب الأول فبإتمام الدائرة من الممكن أن نحصل على تفعيلات شطر بحر المديد، وهي (فَاعِلَاتُنْ فَاعِلُنْ فَاعِلاتُنْ فَاعِلُنْ)، فيكون وزن البحر الشعري كما يلي:
وإذا ابتدأت الدائرة العروضية من السبب الثاني فمن الممكن لإتمام الدائرة الحصول على تفعيلات شطر نموذج بحر البسيط، وهي (مُسْتَفْعِلُنْ فَاعِلُنْ مُسْتَفْعِلُنْ فَاعِلُنْ)، فيكون وزن البحر الشعري:

### دائرة المؤتلف
تتألّف دائرة المؤتلف من تفعيلات سباعيّة مؤتلفة متكرّرة، وهي: مُفَاعَلَتُنْ ومُتَفَاعِلُنْ وفَاعِلَاتُكَ. وتضُمّ بحرين شعريين هما:
- بحر الوافر
- بحر الكامل.

تتكون دائرة المؤتلف بحيث إذا ابتدأت من الوتد الأول فمن الممكن لإتمام الدائرة أن تحصل على تفعيلات شطر بحر الوافر، وهي (مُفَاعَلَتُنْ مُفَاعَلَتُنْ مُفَاعَلَتُنْ)، فيكون وزن البحر الشعري كما يلي:
أما إذا ابتدأت الدائرة من الفاصلة الأولى فبإتمام الدائرة من الممكن أن نحصل على تفعيلات شطر بحر الكامل، وهي (مُتَفَاعِلُنْ مُتَفَاعِلُنْ مُتَفَاعِلُنْ)، فيكون وزن البحر الشعري كما يلي:
وإذا ابتدأت الدائرة العروضية من نصف الفاصلة الأولى فمن الممكن لإتمام الدائرة الحصول على تفعيلات شطر نموذج بحر شطر بحر المتوافر، وهو بحر مهمل محدث لم يشرحه الخليل بن حمد الفراهيدي، وهي (فَاعِلَاتُكَ فَاعِلَاتُكَ فَاعِلَاتُكَ)، فيكون وزن البحر الشعري كما يلي:

### دائرة المجتلب
تتألّف دائرة المجتلب من نفس التفعيلات السباعيّة المتكرّرةً التي تتألف منها دائرة المختلف، وهي: (مَفَاْعِيلُنْ أو مُسْتَفْعِلُنْ أو فَاْعِلَاتُنْ)، وتحتوي على ثلاثة بحور شعرية هي:
- بحر الهزج
- بحر الرجز
- بحر الرمل

تتكون دائرة المجتلب بحيث إذا ابتدأت الدائرة من الوتد الأول فمن الممكن لإتمام الدائرة أن تحصل على تفعيلات شطر بحر الهزج، وهي: مَفَاْعِيلُنْ مَفَاْعِيلُنْ مَفَاْعِيلُنْ، فيكون وزن البحر الشعري كما يلي:
أما إذا ابتدأت الدائرة من السبب الأول فمن الممكن لإتمام الدائرة أن تحصل على تفعيلات شطر بحر الرجز، وهي (مُسْتَفْعِلُنْ مُسْتَفْعِلُنْ مُسْتَفْعِلُنْ)، فيكون وزن البحر الشعري كما يلي:
أما إذا ابتدأت الدائرة من السبب الثاني فمن الممكن لإتمام الدائرة أن تحصل على تفعيلات شطر الرمل، وهي (فَاْعِلَاتُنْ فَاْعِلَاتُنْ فَاْعِلَاتُنْ)، فيكون وزن البحر الشعري كما يلي:

### دائرة المشتبه
تتألف دائرة المشتبه من تفعيلات سباعيّة هي (مُسْتَفْعِلُنْ ومُسْتَفْعِ لُنْ وفَاْعِلَاتُنْ وفَاْعِ لَاتُنْ ومَفْعُولَاتُ ومَفَاْعِيلُنْ)، وتحتوي على ستة بحور شعرية هي:
- بحر السريع
- بحر المنسرح
- بحر الخفيف
- بحر المضارع
- بحر المقتضب
- بحر المجتث

وتتكون دائرة المشتبه بحيث إذا ابتدأت الدائرة من السبب الأول فمن الممكن لإتمام الدائرة أن تحصل على تفعيلات شطر بحر السريع، وهي (مُسْتَفْعِلُنْ مُسْتَفْعِلُنْ مَفْعُولَاتُ)، فيكون وزن البحر الشعري كما يلي:
أما إذا ابتدأت الدائرة من السبب الثاني فمن الممكن لإتمام الدائرة أن تحصل على تفعيلات شطر بحر المنسرح، وهي (مُسْتَفْعِلُنْ مَفْعُولَاتُ مُسْتَفْعِلُنْ)، فيكون وزن البحر الشعري كما يلي:
أما إذا ابتدأت الدائرة من السبب الرابع فمن الممكن لإتمام الدائرة أن تحصل على تفعيلات شطر بحر الخفيف، وهي (فَاعِلَاتُنْ مُسْتَفْعِ لُنْ فَاعِلَاتُنْ)، فيكون وزن البحر الشعري كما يلي:
أما إذا ابتدأت الدائرة من الوتد المجموع الثاني فمن الممكن لإتمام الدائرة أن تحصل على تفعيلات شطر بحر االمضارع، وهي (مَفَاْعِيلُنْ فَاْعِ لَاتُنْ مَفَاْعِيلُنْ)، فيكون وزن البحر الشعري كما يلي:
أما إذا ابتدأت الدائرة من السبب الخامس فمن الممكن لإتمام الدائرة أن تحصل على تفعيلات شطر بحر المقتضب، وهي (مَفْعُولَاتُ مُسْتَفْعِلُنْ مُسْتَفْعِلُنْ)، فيكون وزن البحر الشعري كما يلي:
أما إذا ابتدأت الدائرة من السبب الرابع فمن الممكن لإتمام الدائرة أن تحصل على تفعيلات شطر بحر االمجتث، وهي (مُسْتَفْعِ لُنْ فَاعِلَاتُنْ فَاعِلَاتُنْ)، فيكون وزن البحر الشعري كما يلي:

### دائرة المتفق
تتألّف دائرة المتفق من تفعيلات خماسيّة متكرّرة هي (فُعُولُنْ وفَاعِلُنْ)، وتحتوي على بحرين شعريين هما:
- بحر المتقارب
- بحر المتدارك

وتتكون دائرة المتفق بحيث إذا ابتدأت الدائرة من الوتد الأول فمن الممكن لإتمام الدائرة أن تحصل على تفعيلات شطر بحر المتقارب، وهي (فَعُولُنْ فَعُولُنْ فَعُولُنْ فَعُولُنْ)، فيكون وزن البحر الشعري كما يلي:
أما إذا ابتدأت الدائرة من السبب الأول فمن الممكن لإتمام الدائرة أن تحصل على تفعيلات شطر بحر المتدارك، وهي (فَاعِلُنْ فَاعِلُنْ فَاعِلُنْ فَاعِلُنْ)، فيكون وزن البحر الشعري كما يلي:

## خصائص الدوائر العروضية الخليلية
خلت دوائر الخليل بن أحمد الفراهيدي العروضية من الخبب لعدم وجود وتد فيها، بيد أنها تضمنت فقط البحور الشعرية المستعملة الخمسة عشر التي حددها الخليل بن أحمد الفراهيدي والتي وجدها مستعملة بكثرة في أشعار العرب القدامى دون أن تتضمن بحوراً شعرية جديدة.
أرست الدوائر العروضية الخليلية بعض أساسيات علم العروض مثل أقصى عدد ممكن لتوالي المتحركات وهو خمس متحركات فقط، وأنه لا يجوز توالى أربعة أسباب، ولا أن يتجاور وتدان أصليان، وأنه لا يجوز أن يتواجد في بحري الفواصل وتدان أصليان بينهما سبب كما لا يجوز أن تبدأ بسبب يليه وتد.
أهمل الخليل بن أحمد الفراهيدي البحور الشعرية التي نتجت كاحتمال رياضي نظري عن البحور الخمسة عشر الأساسية، والتي لم يجد شواهد عليها في الشعر العربي الأصيل وأطلق عليها اسم البحور المهملة، مثل بحر المتدارك الذي ينتمي لدائرة المتفق، وبحر الممتد وبحر المستطيل الذان ينتميان لدائرة المختلف، وبحور المطرد والمتئد والمنسرد التي تنتمي لدائرة المشتبه، وبحر المتوفر الذي ينتمي لدائرة مؤتلف.